# Уокер, Мелани
Мелани Уокер — ямайская легкоатлетка, которая специализируется в барьерном беге, олимпийская чемпионка.
Родилась в ямайской столице Кингстоне. Образование получила в университете Техаса. На международной арене дебютировала в 1998 году на юниорском чемпионате мира, где выиграла бронзовую медаль в эстафете 4×400 метров. В 2006 и 2007 годах становилась чемпионкой Ямайки в беге на 400 метров с барьерами. В 2008 и 2009 годах обладала лучшим результатом сезона в мире на 400 метров с/б. На Олимпийских играх в Пекине установила Олимпийский рекорд. На мировом первенстве в Берлине показала результат 52,42 — это 4-е время за всю историю.
Обладает рекордом Ямайки в беге на 400 метров с барьерами.

## Достижения
| Год  | Соревнование                 | Город              | Место | Дисциплина            |
| ---- | ---------------------------- | ------------------ | ----- | --------------------- |
| 1998 | Чемпионат мира среди юниоров | Анси               | 5-е   | 200 метров            |
| 1998 | Чемпионат мира среди юниоров | Анси               | 3-е   | Эстафета 4×400 метров |
| 1999 | Чемпионат мира среди юношей  | Быдгощ             | 2-е   | 200 метров            |
| 1999 | Чемпионат мира среди юношей  | Быдгощ             | 6-е   | 100 метров с/б        |
| 2000 | Чемпионат мира среди юниоров | Сантьяго           | 3-е   | 400 метров с/б        |
| 2000 | Чемпионат мира среди юниоров | Сантьяго           | 2-е   | Эстафета 4×400 метров |
| 2002 | Чемпионат мира среди юниоров | Кингстон           | 2-е   | 400 метров с/б        |
| 2006 | Карибские игры               | Картахена          | 3-е   | 400 метров с/б        |
| 2006 | Карибские игры               | Картахена          | 2-е   | Эстафета 4×400 метров |
| 2007 | Легкоатлетический финал      | Штутгарт           | 3-е   | 400 метров с/б        |
| 2008 | Олимпийские игры             | Пекин              | 1-е   | 400 метров с/б        |
| 2008 | Легкоатлетический финал      | Штутгарт           | 1-е   | 400 метров с/б        |
| 2009 | Чемпионат мира 2009          | Берлин             | 1-е   | 400 метров с/б        |
| 2009 | Легкоатлетический финал      | Салоники           | 1-е   | 400 метров с/б        |
| 2011 | Чемпионат мира 2009          | Тэгу               | 2-е   | 400 метров с/б        |
| 2011 | Бриллиантовая лига           | Бриллиантовая лига | 2-е   | 400 метров с/б        |